# Zbór Kościoła Chrześcijan Baptystów w Orli
Zbór Kościoła Chrześcijan Baptystów w Orli – zbór Kościoła Chrześcijan Baptystów znajdujący się w Orli, przy ulicy Bielskiej 36.
Nabożeństwa odbywają się w każdą niedzielę o godzinie 10:00.